# Ț
O Ț (minúscula: ț) é uma letra (T latino, adicionado de vírgula) exclusiva do romeno que equivale foneticamente ao |tss| inexistente em português, mas presente na palavra italiana "pizza".

Alfabeto romeno: diferença entre as formas correctas (com vírgula, em cima) e aproximadas (com cedilha, em baixo).